# Sebalter
Sebastiano Paù-Lessi, mieux connu sous le nom de Sebalter, parfois stylisé en SebAlter ou SeBAlter, est un chanteur suisse originaire du canton du Tessin.
À la suite de sa victoire à l'émission Die große Entscheidungsshow le 1er février 2014, SeBAlter représentera la Suisse au Concours Eurovision de la chanson 2014. Il obtient 92 points et la 4e place de la demi-finale et se place 13e en finale avec 64 points.
Il a tenté de représenter à nouveau la Suisse en 2019, avec sa chanson Carry The Light, mais qui n'a pas été retenue en interne par la sélection suisse.
De 2000 à 2002, il joue de la basse électrique dans le groupe de hard rock The Stalkers, spécialisé dans les reprises de chansons des années 1970, tandis qu'entre 2002 et 2012, il joue du violon dans le groupe suisse de folk rock The Vad Vuc.